# Nono (futbolista)
José Antonio Delgado Villar (El Puerto de Santa María, Cádiz, 30 de marzo de 1993), conocido futbolísticamente como Nono, es un futbolista español que juega como centrocampista en el Ruch Chorzów de la I Liga de Polonia.

## Trayectoria
Nacido en El Puerto de Santa María, se formó en las categorías del conjunto verdiblanco aunque llegó a Heliópolis en edad cadete, ya que en infantil jugó en el Arcipreste F.C., procedente del Atlético de Madrid. Desde el primer momento ha marcado la diferencia por su calidad técnica, fuerza y golpeo, llegando a ser internacional sub-16.Finalmente asciende al filial del Real Betis Balompié, el Real Betis Balompié "B", en el que pegó el salto de calidad con el conjunto verdiblanco; el Real Betis Balompié, siendo un gran centrocampista en el centro del campo del filial del conjunto de las 13 barras. Falló el panalti decisivo contra el Sevilla y decepcionó a toda la afición betica.Debutó con el primer equipo contra el Real Sporting de Gijón en El Molinón.
Para la segunda mitad de la temporada 2014-15 se trasladó en calidad de préstamo a Alemania para jugar en el S. V. Sandhausen. En verano de 2015 se desvinculó del Real Betis y fichó por el Elche C. F.
Con el Elche participó en nueve partidos de Liga, siempre como suplente. En la Copa disputó todo el partido y marcó uno de los tres goles de su equipo, aunque falló la pena máxima que costó la eliminación a los de Baraja.
El 1 de febrero de 2016 rescindió su contrato con el club ilicitano y se comprometió, hasta final de temporada, con el UCAM Murcia C. F. El gaditano no entraba en los planes del técnico Rubén Baraja y en las 23 jornadas de Liga no había sido titular en ningún encuentro. Solo formó parte de la alineación inicial en el duelo de la Copa del Rey ante la U. D. Almería.
En verano de 2018 firmó por cuatro temporadas con el Š. K. Slovan Bratislava de la Fortuna Liga, tras un paso por el Diósgyőri VTK de dos temporadas. Tras tres años en el club, en junio de 2021 regresó a Hungría de la mano del Budapest Honvéd F. C.
El 31 de enero de 2022 se fue a Asia tras firmar por el Damac Football Club, que en ese momento ocupaba la quinta posición en la Liga Profesional Saudí. Allí estuvo una temporada y media y en septiembre de 2023 fichó por el F. C. Nassaji Mazandaran iraní.
En julio de 2024 se unió al Ruch Chorzów con un contrato de dos años más otro opcional.

## Selección nacional

### Selección española sub-19
Debutó con la selección de fútbol sub-19 de España el 22 de mayo de 2012 contra la selección de Armenia en que jugó hasta el descanso cuando salió por Óliver Torres. Tras muchos partidos disputados con esta selección consiguió llegar a la final del Campeonato Europeo de la UEFA Sub-19 2012 sustituyendo al lesionado Saúl Ñíguez.

### Selección española sub-20
Jugó el primer partido con la selección de fútbol sub-20 de España el 15 de agosto de 2012 el Torneo internacional de fútbol sub-20 de la Alcudia en el que jugó y destacó sobre todo en el partido ante Arabia Saudita, junto a sus compañeros Carlos García, Álvaro Vadillo y Francisco Miguel Varela. De hecho dirigió al equipo y marcó un gol de falta que dio la victoria y el pase a semifinales en el torneo a España.

## Clubes
| Club                       | País           | Año       |
| -------------------------- | -------------- | --------- |
| Real Betis Balompié "B"    | España         | 2011-2013 |
| Real Betis Balompié        | España         | 2013-2015 |
| S. V. Sandhausen (cedido)  | Alemania       | 2015      |
| Elche C. F.                | España         | 2015-2016 |
| UCAM Murcia C. F. (cedido) | España         | 2016      |
| Diósgyőri VTK              | Hungría        | 2016-2018 |
| Š. K. Slovan Bratislava    | Eslovaquia     | 2018-2021 |
| Budapest Honvéd F. C.      | Hungría        | 2021-2022 |
| Damac F. C.                | Arabia Saudita | 2022-2023 |
| F. C. Nassaji Mazandaran   | Irán           | 2023-2024 |
| Ruch Chorzów               | Polonia        | 2024-     |

## Palmarés

### Títulos nacionales
| Título                  | Club                    | País       | Año  |
| ----------------------- | ----------------------- | ---------- | ---- |
| Copa de Eslovaquia      | Š. K. Slovan Bratislava | Eslovaquia | 2018 |
| Superliga de Eslovaquia | Š. K. Slovan Bratislava | Eslovaquia | 2019 |
| Superliga de Eslovaquia | Š. K. Slovan Bratislava | Eslovaquia | 2020 |
| Copa de Eslovaquia      | Š. K. Slovan Bratislava | Eslovaquia | 2020 |
| Superliga de Eslovaquia | Š. K. Slovan Bratislava | Eslovaquia | 2021 |
| Copa de Eslovaquia      | Š. K. Slovan Bratislava | Eslovaquia | 2021 |